# Anfiteatro Laterizio
L'Anfiteatro Laterizio è un anfiteatro di epoca romana risalente al I secolo a.C. e situato a nord-ovest di Nola.

## Storia
L'anfiteatro risale alla metà del I secolo a.C., poco dopo la deduzione di Nola a colonia sillana. In seguito l'edificio subì almeno due ristrutturazioni, una nel corso del I secolo d.C., quando furono restaurati: una parte delle strutture in opera reticolata con cubilia (8–9 cm) e allineamento obliquo continuo, il pavimento e la volta del corridoio principale e forse fu modificata anche l'altezza del parapetto dell'arena e della cavea; e, infine, una seconda ristrutturazione tra il II ed il III secolo d.C., forse a seguito di danni causati da terremoti, durante la quale furono rifatte parte del muro perimetrale in opera vittata di tufo, la pavimentazione in lastre di calcare del corridoio posto sull'asse maggiore e fu, inoltre, realizzato un edificio a pianta rettangolare con cinque partizioni interne, posto al di fuori del corridoio.
L'edificio fu abbandonato già prima dell'eruzione di Pollena (fine del V- inizi VI secolo d.C.) ed era stato utilizzato come cava di materiale da costruzione, periodo durante il quale furono asportate quasi tutte le gradinate e gran parte della decorazione di marmo, tranne quella del parapetto.
Dal XVI secolo la struttura fu nota come "anfiteatro laterizio" e, secondo la tradizione, fu il luogo nel quale venne rinchiuso nel 95 d.C., per ordine del prefetto Marciano, il vescovo Felice di Nola, condannato alla damnatio ad bestias per aver professato la fede cristiana; tuttavia, il santo si salvò poiché le belve si rifiutarono di attaccarlo.
Tra il 1985 ed 1993 furono effettuati degli scavi, durante i quali gli archeologi rinvennero tre corridoi di accesso al monumento e alcuni elementi delle murature del circuito esterno, ancora rivestite di intonaco.

## Struttura
L'anfiteatro misura sull'asse maggiore 138 m circa e su quello minore 108 m. Grazie alle indagini di scavo fu, inoltre, rinvenuto poco meno di 1/4 dell'intera struttura dell'edificio, realizzata costruendo: una serie dei corridoi di accesso, muri, che delimitavano l'arena e costituivano la porzione esterna, dei terrapieni su cui poggiavano le gradinate della cavea e quattro fornici.
Il corridoio centrale fu probabilmente utilizzato come locale per il ricovero degli animali durante gli spettacoli; esso, infatti, insieme all'intera area circostante, fu utilizzato nel corso del V secolo d.C. per lo scarico di rifiuti. L'ima cavea, invece, era costituita da tre gradini ed era separata da una balaustra e da un corridoio che correva lungo il bordo del parapetto, utilizzato probabilmente dal personale dell'anfiteatro.
Inoltre, negli ambienti situati ai due lati fine del corridoio principale erano presenti le carceres per le venationes e il parapetto dell'arena misura 2,60 m di altezza ed è rivestito con lastre rettangolari di marmo bianco verticali alte 2,10 m, coronato da lastre orizzontali alte 0,45 m, e costituita da blocchi di calcare a bauletto.